# Mentzelia laciniata
Mentzelia laciniata är en brännreveväxtart som först beskrevs av Per Axel Rydberg, och fick sitt nu gällande namn av J. Darlington. Mentzelia laciniata ingår i släktet Mentzelia och familjen brännreveväxter. Inga underarter finns listade i Catalogue of Life.